# Azawakh
Az azawakh ősi, saheli eredetű kutyafajta. Mali, Niger, Burkina Fasoban őshonos.

## Külső megjelenés
Karcsú, elegáns megjelenésű agárfajta. Feje hosszú, keskeny, szeme mandulavágású, színe a standard szerint "égő topázra emlékeztető". Füle lelóg. Háta rövid, egyenes, vagy a csípő felé enyhén emelkedő, fara enyhén csapott, mellkasa mély, hasa felhúzott. Végtagjai egyenesek, izmosak. Farka hosszú, vékony, mozgékony. Szőrzete rövid, selymes tapintású. Színe rőtes, vörös, homokszínű, csíkos, fehér jegyekkel a mellkason, lábvégeken és a farokvégen.

## Eredete
A legősibb kutyafajták egyike. A tuaregek agara, akik Mali, Felső-Volta és Niger, Burkina Faso egyes vidékeit lakják. Az Azawakh-völgyről kapta a fajta a nevét, mivel itt látták az első példányokat. Első példányai 1972-ben kerültek Európába.

## Jellegzetességei
Villámgyors, szívós, bátor, önálló, kissé nehezen kezelhető.
Alkalmazása: őshazájában őrző- és vadászkutya, Európában kedvencként tartják.

## Méretei
Marmagasság: kan 64–74 cm, szuka 60–70 cm
Testtömeg: kan 20–25 kg, szuka 15–20 kg